# روزي (مغنية)
روزان بارك (بالهانغل:로잔느 박) (بالإنجليزية: Roseanne Park)‏ معروفة باسم الشهرة روزي (بالهانغل: 로제) (ولدت في 11 فبراير 1997) هي مغنية أسترالية مقيمة حالياً في كوريا الجنوبية. وقعت روزي عقداً مع الوكالة الكورية الجنوبية واي جي إنترتينمنت بعد تجارب الأداء في عام 2012، حيث تدربت هناك لمدة أربع سنوات. في النهاية، ظهرت لأول مرة كمغنية رئيسية في فرقة الفتيات بلاكبينك في أغسطس 2016. وبصفتها مغنية منفردة، ظهرت في أغنية جي دراغون لعام 2012 بعنوان «بدونك»، والتي وصلت إلى المرتبة العاشرة على مخطط غاون للموسيقى.

## حياتها
ولدت في 11 فبراير 1997 في نيوزيلاندا درست وعاشت في أستراليا وتحمل الجنسية الكورية. فصيلة دمها B، تجيد اللغة الكورية والإنجليزية واليابانية وتجيد العزف على الجيتار والبيانو.
شاركت في تجارب أداء YG Family في أستراليا ونجحت من المرة الأولى وإنضمت إلى واي جي إنترتينمنت في مايو 2012 وتدربت لمدة 4 سنوات وشهرين إلى أن ترسمت في الفرقة بلاكبينك في 8 أغسطس 2016 وموقعها في الفرقة هو مغنية رئيسية.

## التأثير الإجتماعي
في أبريل 2019، كانت روزي هي آيدول الكيبوب التاسع الأكثر متابعة على الإنستغرام مع أكثر من 13 مليون متابع. ظهرت روزي في التوب 20 على قائمة سمعة المشاهير الإناث لمعهد أبحاث الأعمال الكورية منذ عام 2018، وهذه القائمة تتبع المشاهير الكوريين من حيث عدد عمليات البحث والمشاركة على الإنترنت.

## الإعلانات
في عام 2018، تم اختيار روزي وجيسو كوجه إعلاني لمستحضرات التجميل الكورية الجنوبية «كيس مي». وفي أكتوبر 2019، عملت روزي كوجه إعلاني وترويجي للعبة تقمص الأدوار «بيرفكت وولد موبايل».

## ديسكوغرافيا

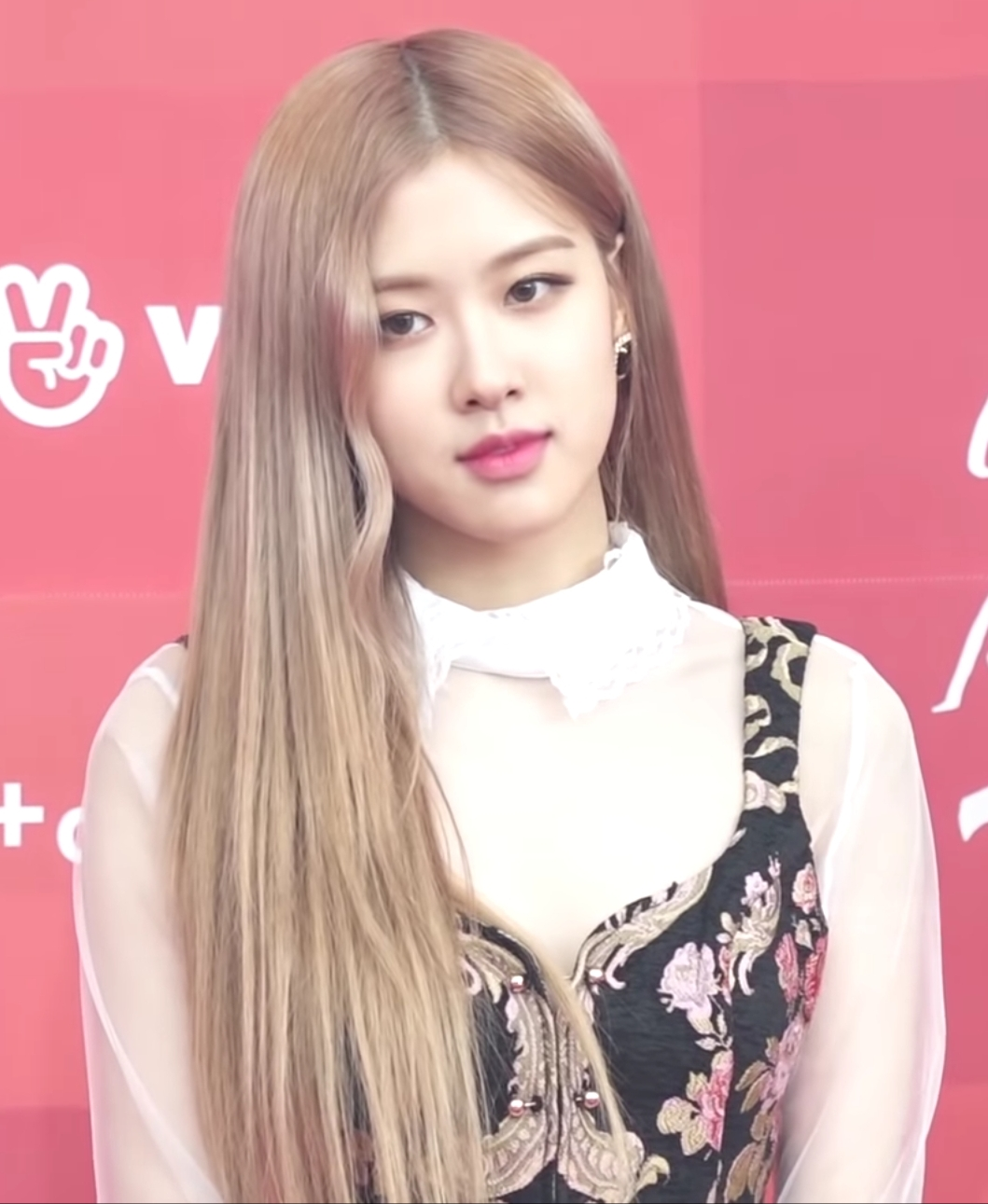
روزي في حفل توزيع جوائز القرص الذهبي في يناير 2019.

### الألبومات المنفردة
| الأسم | التفاصيل                                                                                     | المركز في المخططات | المركز في المخططات | المبيعات                                  | شهادات المبيعات         |
| الأسم | التفاصيل                                                                                     | كوريا              | كرواتيا            | المبيعات                                  | شهادات المبيعات         |
| ----- | -------------------------------------------------------------------------------------------- | ------------------ | ------------------ | ----------------------------------------- | ----------------------- |
| آر    | - تاريخ الإصدار: 12 مارس 2021 - الشركة: واي جي، إنترسكوب - الصيغة: سي دي، تحميل رقمي، إيل بي | 2                  | 10                 | - في كوريا: 587,818 - في الصين: 1,688,599 | - كي إم سي أي: بلاتنيوم |

### الأغاني المنفردة
| الأسم                                                                                     | السنة         | المركز في المخططات | المركز في المخططات | المركز في المخططات | المركز في المخططات | المركز في المخططات | المركز في المخططات | المركز في المخططات | المركز في المخططات | المركز في المخططات | المركز في المخططات | المبيعات                       | الألبوم       |
| الأسم                                                                                     | السنة         | كوريا              | كوريا              | أستراليا           | كندا               | هنغاريا            | ماليزيا            | سنغافورة           | بريطانيا           | أمريكا             | العالم             | المبيعات                       | الألبوم       |
| الأسم                                                                                     | السنة         | غاون               | هوت                | أستراليا           | كندا               | هنغاريا            | ماليزيا            | سنغافورة           | بريطانيا           | أمريكا             | العالم             | المبيعات                       | الألبوم       |
| كمغنية رئيسية                                                                             | كمغنية رئيسية | كمغنية رئيسية      | كمغنية رئيسية      | كمغنية رئيسية      | كمغنية رئيسية      | كمغنية رئيسية      | كمغنية رئيسية      | كمغنية رئيسية      | كمغنية رئيسية      | كمغنية رئيسية      | كمغنية رئيسية      | كمغنية رئيسية                  | كمغنية رئيسية |
| ----------------------------------------------------------------------------------------- | ------------- | ------------------ | ------------------ | ------------------ | ------------------ | ------------------ | ------------------ | ------------------ | ------------------ | ------------------ | ------------------ | ------------------------------ | ------------- |
| "أون ذا غراوند"                                                                           | 2021          | 4                  | 3                  | 31                 | 35                 | 6                  | 1                  | 1                  | 43                 | 70                 | 1                  | - في جميع أنحاء العالم: 29,000 | آر            |
| "غون"                                                                                     | 2021          | 6                  | 5                  | 63                 | 77                 | 9                  | 1                  | 2                  | —                  | —                  | 29                 | - في جميع أنحاء العالم: 25,000 | آر            |
| كمغنية ثانوية                                                                             |               |                    |                    |                    |                    |                    |                    |                    |                    |                    |                    |                                |               |
| "بدونك" (결국; غيولغوك)(جي دراغون بالتعاون مع روزي)                                       | 2012          | 10                 | 15                 | —                  | —                  | —                  | —                  | —                  | —                  | —                  | —                  | - في كوريا: 646,074            | ون أوف كايند  |
| هذه العلامة "—" تعني أن الأغنية لم تدخل المخطط أو لم تصدر في الدولة التي يوجد يها المخطط. |               |                    |                    |                    |                    |                    |                    |                    |                    |                    |                    |                                |               |

### كتابة الأغاني
جميع حقوق الأغاني مأخوذة من رابطة حقوق النشر للموسيقى الكورية.
| السنة | المغني/ة | الأغنية         | الألبوم | الكلمات | الألحان |
| ----- | -------- | --------------- | ------- | ------- | ------- |
| 2021  | روزي     | "أون ذا غراوند" | آر      |         |         |
| 2021  | روزي     | "غون"           | آر      |         |         |

1. ↑  تم تسميت روزي كـ"؟ من فرقة فتيات واي جي الجديدة" في وقت إصدار الأغنية.[27]

## فيلموغرافيا

### البرامج التلفزيونية
| السنة | العنوان                  | القناة    | ملاحظات                                     | المراجع |
| ----- | ------------------------ | --------- | ------------------------------------------- | ------- |
| 2016  | راديو ستار               | MBC       | ضيفة في الحلقة 509 مع عضوة فرقتها جيسو      | [ 29 ]  |
| 2016  | رانينغ مان               | SBS       | ضيفة في الحلقة 330                          | [ 29 ]  |
| 2016  | ويكلي آيدول              | MBC       | ضيفة في الحلقة 277 والحلقة 310              | [ 29 ]  |
| 2017  | ملك الغناء المقنع        | MBC       | شاركت في الحلقة 103 وتنكرت بزي فتاة السيرك. | [ 29 ]  |
| 2017  | تلفازي الصغير            | MBC       | ضيفة في الحلقة 99                           | [ 29 ]  |
| 2017  | نوينغ بروس               | jTBC      | ضيفة في الحلقة 87                           | [ 29 ]  |
| 2017  | بارك جين يونغ بارتي بيبل | SBS       | ضيفة في الحلقة 4                            | [ 29 ]  |
| 2017  | غيت إت بيوتي             | أون ستايل | ضيفة في الحلقة 2                            | [ 29 ]  |
| 2018  | بلاكبينك هاوس            | نایفر     | عضوة بالبرنامج                              | [ 29 ]  |
| 2018  | آيدول روم                | jTBC      | ضيفة في الحلقة 7                            | [ 29 ]  |

## روابط خارجية
- روزي على موقع IMDb (الإنجليزية)
- روزي على موقع ميوزك برينز (الإنجليزية)
- روزي على موقع رولينغ ستون (الإنجليزية)
- روزي على موقع أول ميوزيك (الإنجليزية)
- روزي على موقع ديسكوغز (الإنجليزية)
- روزي على موقع قاعدة بيانات الفيلم (الإنجليزية)
- روزي على موقع كينوبويسك (الروسية)